# Mountain View (Wyoming)
Mountain View è un centro abitato (town) degli Stati Uniti d'America, situato nella Contea di Uinta nello Stato del Wyoming. Nel censimento del 2000 la popolazione era di 1.153 abitanti.

## Geografia fisica
Secondo i rilevamenti dell'United States Census Bureau, la località di Mountain View si estende su una superficie di 2,1 km², tutti occupati da terre.

## Popolazione
Secondo il censimento del 2000, a Mountain View vivevano 1.153 persone, ed erano presenti 320 gruppi familiari. La densità di popolazione era di 561,7 ab./km². Nel territorio comunale si trovavano 456 unità edificate. Per quanto riguarda la composizione etnica degli abitanti, il 98,01% era bianco, lo 0,09% era afroamericano, lo 0,26% era nativo, lo 0,09% proveniva dall'Oceano Pacifico, lo 0,35% apparteneva ad altre razze e l'1,21% a due o più. La popolazione di ogni razza ispanica corrispondeva al 2,17% degli abitanti.
Per quanto riguarda la suddivisione della popolazione in fasce d'età, il 32,3% era al di sotto dei 18, il 9,0% fra i 18 e i 24, il 29,3% fra i 25 e i 44, il 22,5% fra i 45 e i 64, mentre infine il 6,9% era al di sopra dei 65 anni di età. L'età media della popolazione era di 33 anni. Per ogni 100 donne residenti vivevano 105,2 uomini.